# ザ・スマイル
ザ・スマイル（The Smile）は、2020年に結成されたイギリスのロックバンド。
レディオヘッドのトム・ヨークとジョニー・グリーンウッド、サンズ・オブ・ケメットのドラマーであるトム・スキナーによって結成された。

## メンバー
- トム・ヨーク (Thom Yorke) - ボーカル、ギター、ベース、キーボード
- ジョニー・グリーンウッド (Jonny Greenwood) - ギター、ベース、キーボード
- トム・スキナー (Tom Skinner) - ドラム

### ツアー・サポート・メンバー
- ロベルト・スティルマン (Robert Stillman) - サックス

## ディスコグラフィ

### スタジオ・アルバム
- 『ア・ライト・フォー・アトラクティング・アテンション』 - A Light for Attracting Attention (2022年)
- 『ウォール・オブ・アイズ』 - Wall of Eyes (2024年)
- Cutouts (2024年)

### EP
- 『ライヴ・アット・モントルー・ジャズ・フェスティヴァル July 2022』 - The Smile (Live at Montreux Jazz Festival, July 2022) (2022年)
- 『ヨーロッパ・ライヴ・レコーディングス 2022』 - Europe: Live Recordings 2022 (2022年)

### シングル
- "You Will Never Work in Television Again" (2022年)
- "The Smoke" (2022年)
- "Skrting on the Surface" (2022年)
- "Pana-vision" (2022年)
- "Free in the Knowledge" (2022年)
- "Thin Thing" (2022年)
- "A Hairdryer" / "Open the Floodgates"[2]" (2022年)
- "Bending Hectic" (2023年)
- "Wall of Eyes" (2023年)
- "Friend of a Friend" (2024年)